# Andreas Jacobus Verhorst
Andreas Jacobus Verhorst  (Rotterdam, 4 oktober 1889 – 's-Hertogenbosch, 19 november 1977) was een Nederlandse kunstschilder, tekenaar, glasschilder en ontwerper van behang en affichess. Hij werkte in Rotterdam van 1904 tot 1917 en was van 1928 tot 1931 werkzaam als ontwerper voor de behangselfabriek Rath & Doodeheefver. 
Hij volgde een opleiding aan de Academie voor Beeldende Kunsten in Rotterdam en volgde hier avondlessen. Hij was onder anderen leerling van Huib Luns.
Zijn onderwerpen waren portretten, glasschilderingen, naaktfiguren en stillevens.